# Féreggőtefélék
A féreggőtefélék (Caeciliidae) a kétéltűek (Amphibia) osztályába és a lábatlan kétéltűek (Gymnophiona) rendjébe tartozó család.

## Rendszerezés
A lábatlan kétéltűek legfrissebb (2011) osztályozása szerint a Gymniophiona rendbe 9 családba sorolt 194 faj tartozik. Az osztályozás szigorúan monofiletikus, a legfrissebb morfológiai és molekuláris bizonyítékokra alapozva, és megoldja a hosszan tartó problémát a Caeciliidae parafiletikusságával, ami a korábbi, kizárólag hasonlóságra alapozó osztályozásokban volt jelen. Több nemet és fajt a Herpelidae, Indotyphlidae, Siphonopidae és a Dermophiidae családokba helyezték át.
A családba az alábbi nemek és fajok tartoznak.
- Caecilia Linnaeus, 1758 – 33 faj
  - Caecilia abitaguae
  - Caecilia albiventris
  - Caecilia antioquiaensis
  - Caecilia armata
  - Caecilia attenuata
  - Caecilia bokermanni
  - Caecilia caribea
  - Caecilia corpulenta
  - Caecilia crassisquama
  - Caecilia degenerata
  - Caecilia disossea
  - Caecilia dunni
  - Caecilia flavopunctata
  - Caecilia gracilis
  - Caecilia guntheri
  - Caecilia inca
  - Caecilia isthmica
  - Caecilia leucocephala
  - Caecilia marcusi
  - Caecilia mertensi
  - Caecilia nigricans
  - Caecilia occidentalis
  - Caecilia orientalis
  - Caecilia pachynema
  - Caecilia perdita
  - Caecilia pressula
  - Caecilia subdermalis
  - Caecilia subnigricans
  - Caecilia subterminalis
  - közönséges féreggőte (Caecilia tentaculata)
  - Caecilia tenuissima
  - Caecilia thompsoni
  - Caecilia volcani

- Oscaecilia Taylor, 1968 – 9 faj
  - Oscaecilia bassleri
  - Oscaecilia elongata
  - Oscaecilia equatorialis
  - Oscaecilia hypereumeces
  - Oscaecilia koepckeorum
  - Oscaecilia ochrocephala
  - Oscaecilia osae
  - Oscaecilia polyzona
  - Oscaecilia zweifeli